# Ázere (Arcos de Valdevez)
Ázere is een plaats (freguesia) in de Portugese gemeente Arcos de Valdevez en telt 294 inwoners (2001).